# Anywhere but Home
Anywhere but Home é o primeiro álbum ao vivo e em vídeo da banda de rock americana Evanescence. Foi gravado em 25 de maio de 2004, em Paris, França, e lançado em 23 de novembro do mesmo ano pelo selo Wind-up Records.
Além do show, a versão em DVD contém os vídeos musicais das canções do álbum Fallen e também um documentário mostrando a banda durante a turnê. A versão em CD também inclui a versão em estúdio da canção "Missing", presente na faixa 14. A canção foi lançada como single em 22 de novembro, a fim de promover o álbum. O álbum ao vivo vendeu cerca de 1,5 milhão de cópias em todo o mundo.

## Antecedentes
O show presente no álbum ao vivo foi gravado em 25 de maio de 2004, durante a apresentação da banda na arena Le Zénith, em Paris, França. O show fez parte da turnê Fallen Tour, que passou por diversos países ao redor do mundo. No show, foram tocadas a maioria das canções presentes no álbum Fallen, exceto "Hello", além de "Missing", "Breathe No More" e "Farther Away", que não estão presentes no álbum Fallen.

## Controvérsias
Em dezembro de 2004, Trevin e Melanie Skeens de Maryland, que haviam comprado o álbum ao vivo para a sua filha de treze anos de idade, entraram em uma ação coletiva contra o Walmart após ouvir a palavra "fuck" sendo pronunciada durante a canção "Thoughtless", um cover da banda Korn. A ação alegou que embora o álbum contivesse esta palavra explícita, não havia nenhuma etiqueta Parental Advisory na embalagem. Também foi dito que o álbum ao vivo violava a política do Walmart de não estocar música com letras explícitas, e que a empresa tinha que estar ciente do problema. O processo foi resolvido por ordem judicial de um acordo que permitiria que as pessoas que compraram o álbum ao vivo em um mercado Walmart de Maryland, deveriam receber um reembolso. Alguns exemplares possuem a etiqueta Parental Advisory, porém outras cópias ainda são vendidas sem ela agora.

## Extras
Uma apresentação secreta de "Bring Me to Life" em Las Vegas, Nevada pode ser encontrada no menu principal do DVD, movendo o cursor para o maior espinho no lado esquerdo da tela. O símbolo da banda, então, torna-se visível. Quando selecionado, levará o usuário para a filmagem escondida.

## Resposta da crítica
| Críticas profissionais | Críticas profissionais |
| Avaliações da crítica  | Avaliações da crítica  |
| Fonte                  | Avaliação              |
| ---------------------- | ---------------------- |
| Allmusic               | [ 5 ]                  |
| Classic Rock           | [ 6 ]                  |

Johny Loftus do website Allmusic classificou o álbum com três estrelas e meia de cinco. Ele disse que o álbum "reafirma a posição de Amy Lee no centro do Evanescence. Durante a ascensão da banda, houve o drama, mas havia sempre a força singular de Lee, cujos vocais, persona pública estridente, e senso de moda poderosamente impressionante quebrou as portas do metal alternativo para homens". Ele terminou seu comentário dizendo: "Apropriadamente, Lee é a estrela de Anywhere but Home, sua voz tem uma qualidade impressionante, e sua brincadeira com a bajulação da multidão parisiense é sempre envolvente". Geoff Barton da revista Classic Rock classificou o disco com quatro de cinco estrelas.
Na Billboard 200, o álbum estreou no número trinta e nove em 11 de dezembro de 2004, vendendo 59 mil cópias em sua primeira semana. Na parada espanhola de DVDs, Anywhere but Home estreou em primeiro lugar na semana encerrada em 28 de novembro de 2004. Mais tarde, tornou-se um dos maiores best-seller musicais de 2004.

## Lista de faixas

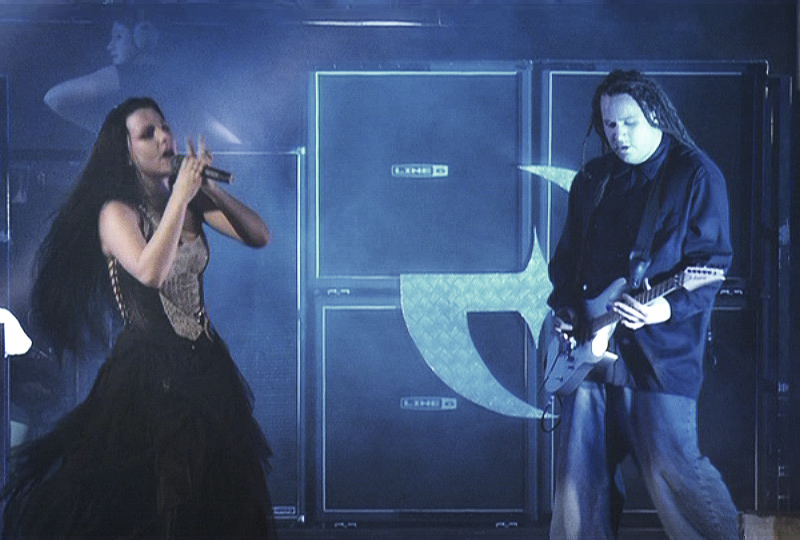
Evanescence durante concerto em Le Zénith, Paris para a gravação de Anywhere but Home

| Versão em CD |                               |                                                                             |         |  |
| N.º          | Título                        | Compositor(es)                                                              | Duração |  |
| 1.           | "Haunted"                     | Amy Lee, Ben Moody, David Hodges                                            | 4:04    |  |
| 2.           | "Going Under"                 | Lee, Moody, Hodges                                                          | 3:57    |  |
| 3.           | "Taking Over Me"              | Lee, Moody, Hodges, John LeCompt                                            | 3:57    |  |
| 4.           | "Everybody's Fool"            | Lee, Moody, Hodges                                                          | 3:40    |  |
| 5.           | "Thoughtless" (cover de Korn) | James Shaffer, Jonathan Davis, Brian Welch, Reginald Arvizu, David Silveria | 4:37    |  |
| 6.           | "My Last Breath"              | Lee, Moody, Hodges                                                          | 3:53    |  |
| 7.           | "Farther Away"                | Lee, Moody, Hodges                                                          | 5:02    |  |
| 8.           | "Breath No More"              | Lee                                                                         | 3:33    |  |
| 9.           | "My Immortal"                 | Lee, Moody                                                                  | 4:38    |  |
| 10.          | "Bring Me to Life"            | Lee, Moody, Hodges                                                          | 4:43    |  |
| 11.          | "Tourniquet"                  | Lee, Moody, Hodges, Rocky Gray                                              | 4:17    |  |
| 12.          | "Imaginary"                   | Lee, Moody                                                                  | 5:25    |  |
| 13.          | "Whisper"                     | Lee, Moody                                                                  | 5:45    |  |
| 14.          | "Missing" (versão de estúdio) | Lee, Moody, Hodges                                                          | 4:16    |  |

| Versão em DVD |                               |         |  |
| N.º           | Título                        | Duração |  |
| 1.            | "Haunted" (intro)             |         |  |
| 2.            | "Haunted"                     |         |  |
| 3.            | "Going Under"                 |         |  |
| 4.            | "Taking Over Me"              |         |  |
| 5.            | "Everybody's Fool"            |         |  |
| 6.            | "Thoughtless" (cover de Korn) |         |  |
| 7.            | "My Last Breath"              |         |  |
| 8.            | "Farther Away"                |         |  |
| 9.            | "Breath No More"              |         |  |
| 10.           | "My Immortal"                 |         |  |
| 11.           | "Bring Me to Life"            |         |  |
| 12.           | "Tourniquet"                  |         |  |
| 13.           | "Imaginary"                   |         |  |
| 14.           | "Whisper"                     |         |  |

| Vídeos musicais (DVD) |                                         |         |  |
| N.º                   | Título                                  | Duração |  |
| 1.                    | "My Immortal" (videoclipe oficial)      | 4:33    |  |
| 2.                    | "Everybody's Fool" (videoclipe oficial) | 3:35    |  |
| 3.                    | "Bring Me to Life" (videoclipe oficial) | 4:13    |  |
| 4.                    | "Going Under" (videoclipe oficial)      | 3:39    |  |

| Behind the Scenes (DVD) |                         |         |  |
| N.º                     | Título                  | Duração |  |
| 1.                      | "Life on the Road"      |         |  |
| 2.                      | "Showtime"              |         |  |
| 3.                      | "Bloopers"              |         |  |
| 4.                      | "Evanescence Unleashed" |         |  |
| 5.                      | "End credits: Missing"  |         |  |

| Extras (DVD) |                                           |         |  |
| N.º          | Título                                    | Duração |  |
| 1.           | "Bring Me to Life" (ao vivo em Las Vegas) | 3:53    |  |

## Créditos
- Amy Lee – vocais, piano
- John LeCompt – guitarra, vocais em "Bring Me to Life"
- Terry Balsamo – guitarra
- Will Boyd – baixo
- Rocky Gray – bateria

## Posições nas paradas musicais
| Paradas (2004–2005)             | Melhor posição |
| ------------------------------- | -------------- |
| Alemanha (Media Control Charts) | 19             |
| Austrália (ARIA Charts)         | 33             |
| Áustria (Ö3 Austria Top 40)     | 10             |
| Bélgica (Ultratop Flanders)     | 36             |
| Bélgica (Ultratop Wallonia)     | 46             |
| Espanha (Spanish DVD Chart)     | 1              |
| Estados Unidos (Billboard 200)  | 39             |
| França (SNEP)                   | 22             |
| Grécia (IFPI Greece)            | 6              |
| Nova Zelândia (RIANZ)           | 40             |
| Países Baixos (MegaCharts)      | 18             |
| Portugal (AFP)                  | 4              |
| Suíça (Schweizer Hitparade)     | 10             |

| País                  | Certificação |
| --------------------- | ------------ |
| Brasil (ABPD)         | Ouro         |
| Estados Unidos (RIAA) | 5× Platina   |
| Grécia (IFPI Greece)  | Ouro         |
| Suíça (IFPI)          | Ouro         |

| Paradas (2004)              | Posição |
| --------------------------- | ------- |
| Espanha (Spanish DVD Chart) | 1       |